# Ole Qvist
Ole Qvist, född 25 februari 1950 i Köpenhamn Danmark, är en dansk före detta fotbollsmålvakt som under perioden 1979-1986 spelade 39 landskamper för Danmark, bland annat i EM 1984 där han var förstemålvakt när Danmark nådde semifinalen.
På klubbnivå var Qvist under hela sin seniorkarriär trogen Kjøbenhavns Boldklub med vilka han två gånger blev dansk mästare. 

## Karriär

### I klubblag
Under hela sin klubblagskarriär på seniornivå tillhörde Qvist Kjøbenhavns Boldklub. Här blev det över 300 matcher med ligagulden 1974 och 1980 som höjdpunkter.

### I landslag
Qvist uppnådde närmast status dansk folkhjälte under Europamästerskapet i Frankrike 1984 där han med flera starka insatser kraftigt bidrog till Danmarks semifinalplats i turneringen. Främst framhålls här hans räddning på Erwin Vandenberghs försök i friläge i matchen mot Belgien som helt avgörande.
Efter EM fortsatte Qvist som förstamålvakt i landslaget fram till hösten 1985, när han drabbades av migrän till matchen mot Sovjetunionen i Moskva. Troels Rasmussen från AGF fick då chansen och efter hans fina insats fick Qvist aldrig tillbaka platsen som förstemålvakt. Detta till en del beroende också på en märklig nervskada som drabbat honom.
Qvist blev ändå uttagen också i Danmarks trupp till VM 1986 men här fick han ingen speltid.

## Spelstil
Qvist var särskilt känd för sina snabba reaktioner på linjen och sin styrka i man-mot-man-situationer. Å andra sidan var han inte så dominerande ute i straffområdet på de högre bollarna. 

## Privatliv
Under hela sin fotbollskarriär fortsatte Qvist att arbeta som trafikpolis i motorcykelenheten. Under senare delen av livet har han arbetat som uppkörningskontrollant för körkort.
Ole Qvists sonson Lasse Qvist är också han en fotbollsspelare. Hans far Hans Qvist var en välkänd dansk tecknare.

## Meriter
I klubblag
 Kjøbenhavns Boldklub
- Dansk mästare (1): 1974, 1980

### I landslag
Danmark
- Spel i EM 1984 (semifinal)
- Uttagen i truppen till VM 1986 (åttondelsfinal)
- 39 landskamper: 47 insläppta mål, 0 gjorda mål

### Webbkällor
- Profil på DBU
- Ole Qvist på National-Football-Teams.com (engelska)
- Profil på transfermarkt